# Marco van Basten
Marcel »Marco« van Basten, nizozemski nogometaš in trener, * 31. oktober 1964, Utrecht, Nizozemska.
V letih 2015 in 2016 je bil pomočnik glavnega trenerja nizozemske nogometna reprezentance; predhodno pa je vodil nizozemsko državno nogometno reprezentanco, AFC Ajax, SC Heerenveen, AZ Alkmaar.